# レテルモビル
レテルモビル（英: Letermovir、LMV）はヒトサイトメガロウイルス（human cytomegalovirus、hCMV/CMV）感染症に用いられる抗ウイルス薬。「同種造血幹細胞移植患者および臓器移植におけるCMV感染症の発症抑制」を適応とし、HIV感染など免疫系が低下している他の患者にも有用である可能性がある。 AiCuris GmbH & Co. KGで創製され、同社およびBayer Healthcare AG、MSD株式会社、Merck Sharp & Dohme LLC, a subsidiary of Merck & Co., Inc., N.J., U.S.A.（MSD）により開発された。商品名プレバイミス。開発コードMK-8228。

## 適応・使用法
同種造血幹細胞移植（hematopoietic stem cell transplant、HSCT）または臓器移植（solid organ transplantation、SOT）患者におけるCMV感染症の発症抑制に用いられる。HSCTでは移植当日から移植後28日目までを目安として投与を開始。SOTでは移植後早期より投与を開始。投与期間は、いずれも患者のCMV感染症発症リスクを考慮しながら移植後200日目までを目安とする。移植後に肝機能が安定しない場合、血漿中濃度が上昇するおそれがあることから投与可否を慎重に判断する。
経口剤（錠剤）および注射（点滴静注）製剤で有害事象に差がなく、両剤型とも1日1回480 mgを投与（シクロスポリンと併用する場合は1日1回240 mgを投与）となっている。よって経口投与が可能な場合は錠剤を選択し、嚥下不能または錠剤の吸収を妨げる可能性のある状態（嘔吐、下痢、またはその他の吸収不良状態）では、医師の判断により注射剤も使用可能である。なお点滴静注の際は約60分かけて投与される。
ただし注射薬は溶解性改善のためヒドロキシプロピル-β-シクロデキストリン（HP-β-CD）を含んでおり、腎機能障害のある患者ではHP-β-CDの蓄積により腎機能の悪化等を引き起こすおそれがある。よって注射剤の投与は最小限の期間とし、経口投与可能な患者には経口薬の選択が望ましい。

## 薬物相互作用
ピモジドや麦角アルカロイド（エルゴタミン、メチルエルゴメトリンなど）とは本薬によるCYP3A4阻害を介した薬物相互作用により血中濃度が上昇し、各薬物の副作用増強（QT延長および心室性不整脈、麦角中毒）の恐れがあるため併用禁忌である。
免疫抑制剤シクロスポリンは互いに血中濃度を上昇させるため併用注意。高コレステロール血症治療薬シンバスタチン やピタバスタチン なども血中濃度上昇に伴うミオパチー等の副作用リスク亢進のため併用注意とされている。

## 副作用
悪心、嘔吐、下痢などの消化器症状がみられることがある（1～5%）。また一部で呼吸困難、肝炎なども報告されている。ただし一般的には概ね安全で、偽薬治療下と同程度である。
通常使用量の3倍の薬物を14日間投与しても目立った副作用は見られなかったとの報告がある。本薬が透析により除去されるか否かについては不明。

## 薬学的知見

### 作用機序
ウイルスターミナーゼ複合体（pUL56、pUL51、pUL89により構成される）を特異的に阻害する。
CMVはヘルペスウイルス科に属するDNAウイルスである（ヒトヘルペスウイルス-5（HHV-5）とも呼ばれる）。ゲノムDNAはウイルス粒子内では線状二本鎖DNAの形態をとるが、感染後の宿主細胞内では環状化し、宿主染色体から独立したエピソームとして核内に存在する。通常、その遺伝子発現および複製は宿主細胞の免疫能により抑制されて潜伏感染しているが、加齢、ストレス、免疫抑制剤投与等による宿主細胞の免疫能低下によりその抑制が解除され、増殖して回帰発症する。ウイルスゲノムの複製では、特徴的なローリングサークル型DNA複製により多コピーのゲノムDNAが直列につながったコンカテマー（concatemer）を生成する。ターミナーゼ複合体はゲノムの末端に存在するパッケージング配列（pac）を認識し、複製後のコンカテマーDNAを一単位長のゲノムDNAへと切断してウイルス粒子内に封入（パッケージング）する過程を担う。したがってレテルモビルによるCMVターミナーゼ複合体の阻害により、CMVゲノムは未切断の長いコンカテマーに止め置かれ、ゲノムDNAを含まない非感染性のウイルス粒子が産生される。なおこのレテルモビルの阻害活性はCMVのターミナーゼ複合体に特異的であり、他のヘルペスウイルス科のウイルスには無効である。

### 薬物動態
経口薬（錠剤）は腸管より速やかに吸収され、1.5-3時間以内に最高血漿濃度に達する。経口薬のバイオアベイラビリティーは約37%であり、シクロスポリンの併用によりさらに85%に向上する。血中では98.7%が血漿タンパク質と結合し、96.6%が未変化体として循環する。一部が肝臓で UGT1A1、UGT1A3によりグルクロン酸抱合を受ける。
大半（93.3%）は糞便中に排泄され、一部（2%未満）が尿中に排泄される。

レテルモビルの主要代謝物のグルクロン酸抱合体。

## 化学構造・性状
遊離酸として使用される。白からオフホワイトの非晶質粉末で、わずかに吸湿性があり、水に非常にわずかに溶け、アセトニトリル、アセトン、ジメチルアセトアミド、エタノール、および 2-プロパノールに易溶。注射薬は無色透明。
構造中に1 つの不斉炭素原子（S 配置）を有する。

## 承認
海外では米国およびカナダ、欧州連合などで承認されており、日本では2016年2月に希少疾病用医薬品への指定を経て2018年3月23日にHSCTへの使用が承認された。その後2024年5月17日にはSOTに対しても適応が追加された。